# Cyprinodon veronicae
Cyprinodon veronicae är en fiskart som beskrevs av Lozano-vilano och Contreras-balderas, 1993. Cyprinodon veronicae ingår i släktet Cyprinodon och familjen Cyprinodontidae. IUCN kategoriserar arten globalt som akut hotad. Inga underarter finns listade i Catalogue of Life.